# Radiație Hawking

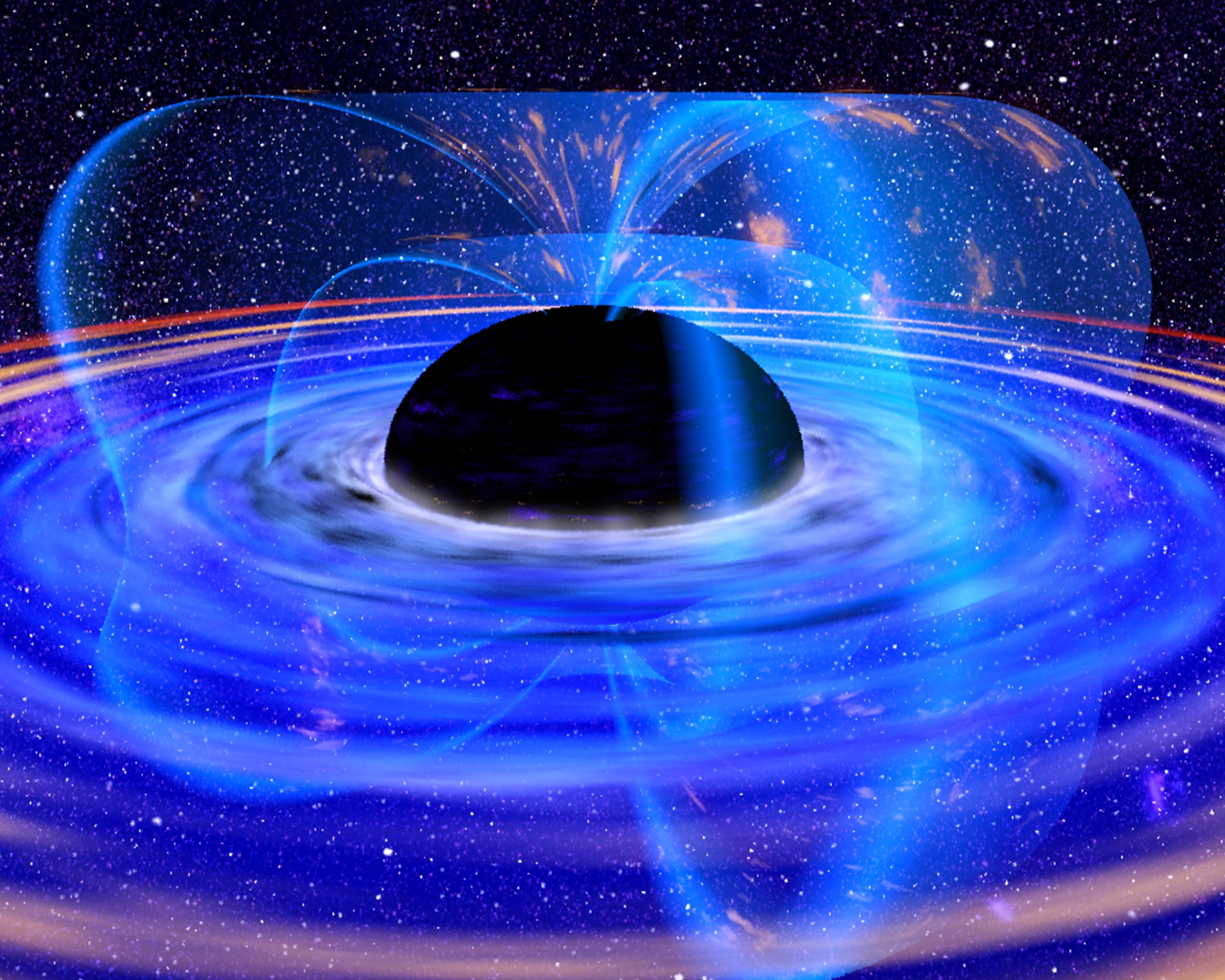
Reprezentare artistică a unei găuri negre

Radiația Hawking (cunoscută și sub denumirea de radiația Bekenstein-Hawking) este radiația termică, având spectru de corp negru, presupusă a fi emisă de găurile negre din cauza efectelor cuantice. Este numită după fizicianul Stephen Hawking, care a furnizat argumentul teoretic pentru existența sa în 1974, și, uneori, după fizicianul Jacob Bekenstein care a prezis că găurile negre ar trebui să aibă o temperatură și entropie finite și diferite de zero. Lucrarea lui Hawking a urmat vizitei sale la Moscova în 1973, unde oamenii de știință sovietici Iakov Zeldovici și Alexander Starobinsky i-au arătat că, în conformitate cu principiul incertitudinii din mecanica cuantică, găurile negre aflate în mișcare de rotație ar trebui să creeze și să emită particule. Producerea radiației Hawking reduce masa găurii negre și este, prin urmare, cunoscută și ca evaporarea găurii negre. Dacă entropia este finita și diferita de 0,atunci cantitatea de informație este finita.Principiul incertitudinii permite crearea de particule energetice.Energia se va descompune în particule și antiparticule ce se vor anihila rapid.